# Jack Cade-lázadás
A Jack Cade-lázadás 1450 nyarán tört ki Angliában. A lázadás oka VI. Henrik angol király minisztereinek megvesztegethetősége és mohósága, valamint a népet nyomorba döntő adó- és munkatörvények voltak. A felkelés nem érte el célját, vezetőjét, Jack Cade-et megölték.

## Előzmények
1450-re Anglia súlyos pénzügyi válságba süllyedt. A Franciaországban vívott százéves háború miatt a kincstár állandóan üres volt, ezért újabb és újabb adókat vetettek ki az emberekre. A beszedett pénz jelentős része azonban eltűnt a korrupt rendszerben, és a királyi udvar előkelőségeinek zsebébe vándorolt. Az emberek, elsősorban Kelet-Angliában, forrongtak.
Angliában ekkor igazából három ember gyakorolta a hatalmat, a király három legbefolyásosabb tanácsadója: William de la Pole, Suffolk hercege, William Ayscough, Salisbury püspöke és Adam Moleyns, Chichester püspöke és a titkos pecsét őre. 1450 első felében mindhármukat megölték a feldühödött emberek. 
Moleynst január 9-én Portsmouth-ban katonák és tengerészek támadták meg, és azzal vádolták, hogy visszatartotta a zsoldjukat, majd meggyilkolták. Kentben felfegyverkezett emberek tartottak felvonulásokat. Vezetőik Robin Hoodnak, Tündérkirálynak vagy Kékszakállnak nevezték magukat. Ez utóbbit február 9-én Canterburyben kivégezték. Ezután átmenetileg lecsillapodtak a kedélyek.
A parasztok dühe azonban átterjedt a köznemességre, és a parlament alsóháza elérte, hogy január 28-án Suffolk hercegét a londoni Towerbe zárják. A király nem engedte, hogy tárgyalás legyen, amelyen főtanácsadóját halálra ítélték volna tisztességtelen üzelmei miatt, hanem száműzte őt. A herceg hajóját a La Manche csatornában feltartóztatták, és William de la Pole-t lefejezték.

## A felkelés

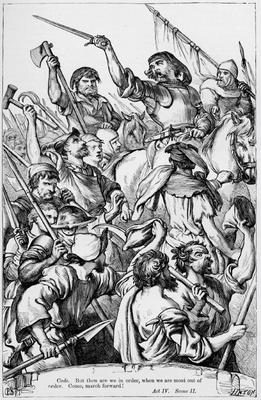
A felkelés egy 1830-as rajzon

Suffolk meggyilkolása felháborította az udvaroncokat, és megtorlással fenyegetőztek. Kentben válaszul tömeges felkelés tört ki júniusban. A lázadásban  elsősorban parasztok vettek részt, de vezetőik olyan kisbirtokosok, tulajdonnal rendelkezők voltak, akik általában támadták VI. Henrik politikáját. Még egyházi emberek is csatlakoztak hozzájuk.
Tiltakozásuk célpontja a korrupt udvar, a nagyurak mohósága, a franciaországi angol területek elvesztése és az adóztatás volt. Céljuk az volt, hogy javuljon a kormányzás, ezért egyes befolyásos tanácsnokok menesztését követelték, valamint azt, hogy a király által adományba adott birtokok kerüljenek vissza a korona fennhatósága alá, valamint változtassanak az adóztatás módján és a munkatörvényeken. A memorandumban szerepelt az is, hogy a király hívja vissza Írországból Plantagenet Richárd yorki herceget. Követeléseiket A kenti közemberek sérelmei című kiáltványban foglalták össze.
Kiáltványukban szerepelt mások mellett, hogy a király elé csak megvesztegetés ellenében lehet jutni, az udvar számos kereskedőnek tartozik, a kenti földeket és javakat az urak elkobozzák, a bíróságok és a hivatali tisztségviselők megvesztegethetők, valamint az adók túl magasak és tisztességtelenek. London csapatokat küldött Kentbe, hogy szétszórják az összegyűlt felkelőket, akiket Jack Cade, egy ír származású volt katona vezetett. Egyes becslések szerint a lázadók húszezren voltak.
Az összecsapás Sevenoaksnál volt, ahol a lázadók megverték a király seregét. A csatában elesett a királypárti csapat vezére, Humphrey Stafford. A felkelők ezt követően London felé indultak. Eközben, június 29-én egy több száz főből álló tömeg misézés közben kivonszolta William Ayscough-t, Salisbury püspökét az edingtoni templomból, majd a feldühödött emberek egy közeli dombon megölték.
Július 4-én a lázadó sereg bevonult Londonba. A várost elfoglalták, de a Towert hiába ostromolták meg. A felkelők meggyilkolták a canterburyi érseket, Sir Jammes Fiennes kincstárnokot és a kenti seriffet, vagyis a grófság élén álló királyi tisztviselőt. Az előbbi kettőnek levágták a fejét, karóra tűzték, és úgy állították fel őket, mintha csókolóznának.
A városiak eleinte támogatták őket, mivel egyetértettek céljaikkal, de a lázadók erőszakos viselkedése miatt elfordultak tőlük. A felek tárgyalni kezdtek: Cade átadta követeléseiket, illetve egy listát, amelyen azok szerepeltek, akiknek kegyelmet kért a királytól. Miután az uralkodó kegyelmet adott a lázadóknak, azok visszatértek otthonukba.
VI. Henrik és a parlament azonban nem szándékozott teljesíteni a felkelők igényeit. Cade-et, annak ellenére, hogy ő is kegyelmet kapott, Kent új seriffje, Alexander Iden 1450. július 12-én elfogta egy Heathfield közeli faluban. A felkelők vezetője olyan súlyosan megsérült, hogy meghalt, miközben Londonba vitték. Testét fellógatták, kibelezték, majd felnégyelték, fejét pedig egy póznára tűzték a London Bridge-en. Hasonlóan végezte a felkelés számos más vezetője, de a zendülők többségének nem esett bántódása.

## Hatása
A lázadás leverése után felállt egy bizottság, amelynek az volt a feladata, hogy kivizsgálja a kelet-angliai visszaéléseket és erőszakoskodásokat. A felkelés egyik tanulsága az volt, hogy a nép mellett a köznemesség jelentős része is kész fegyvert fogni az udvar ellen a rossz politika miatt. Néhány év múlva, a rózsák háborújában már a nagyurak is megtették ugyanezt.

## Érdekességek
- A Sussex grófsági települést, ahol a lázadók vezérét elfogták, ma Cade Streetnek nevezik.[7]
- Suffolk haláláról így számolt be egy korabeli levél. "A hajó egyik legzüllöttebb embere megparancsolta, hogy hajtsa le a fejét, mert tisztességgel bánnak vele és kard által fog meghalni. Fogott egy rozsdás kardot, és féltucat csapással leütötte a fejét. Elvette vörösbarna köpenyét és páncélozott bársonyzekéjét, majd tetemét a doveri homokra fektette."[2]
- William Shakespeare VI. Henrik című drámájában a többi között ezek a szavakat adja Cade szájába: "Utánam az, a ki a nép barátja! / Szabadságharcz ez, most hősködjetek. / Lordot, nemest mi élve nem hagyunk; / Csak foltozott sarust kíméljetek, / Minthogy derék munkás nép: mindenik – / Ha merne – hozzánk állna örömest". (Lőrinczy [Lehr] Zsigmond fordítása)[8]